# Callimedusa
Callimedusa – rodzaj płazów bezogonowych z podrodziny Phyllomedusinae w rodzinie rzekotkowatych (Hylidae).

## Zasięg występowania
Rodzaj obejmuje gatunki występujące na amazońskich stokach Andów od Ekwadoru do środkowego Peru; w górnym dorzeczu Amazonki od Kolumbii do Boliwii; w regionie Gujana.

## Systematyka

### Etymologia
Callimedusa: gr. καλλος kallos „piękno”, od καλος kalos „piękny”; Meduza (gr. Μεδουσα Medousa, łac. Medusa), w mitologii greckiej najmłodsza z trzech Gorgon.

### Podział systematyczny
Do rodzaju należą następujące gatunki:
- Callimedusa atelopoides (Duellman, Cadle & Cannatella, 1988)
- Callimedusa baltea (Duellman & Toft, 1979)
- Callimedusa duellmani (Cannatella, 1982)
- Callimedusa ecuatoriana (Cannatella, 1982)
- Callimedusa perinesos (Duellman, 1973)
- Callimedusa tomopterna (Cope, 1868)